# Нюрнбергский процесс (фильм)
«Нюрнбе́ргский проце́сс» (англ. Judgment at Nuremberg) — чёрно-белая трёхчасовая юридическая кинодрама Стэнли Крамера, премьера которой состоялась в 1961 году. Основана на реальных событиях — «малых» Нюрнбергских процессах. Главные роли исполняют Спенсер Трейси, Ричард Уидмарк, Марлен Дитрих и Максимилиан Шелл. Киноведы часто называют её вершиной режиссёрского мастерства Крамера и центральной точкой его карьеры.
11 номинаций на премию «Оскар», в том числе как лучшему фильму года, две из которых оказались победными — за лучшую мужскую роль Шелла и лучший адаптированный сценарий Эбби Манна. Американским институтом киноискусства признана одной из величайших юридических картин в истории. В 2013 году фильм вошёл в Национальный реестр фильмов Соединённых Штатов Америки, обладая «историческим, эстетическим или культурным значением».

## Сюжет
Действие происходит в Нюрнберге в 1948 году, через два года после окончания процесса над главными нацистскими преступниками. В ходе одного из «малых Нюрнбергских процессов» слушаются дела судей, служивших нацистскому режиму.
Бывший судья окружного суда из американской провинции Дэн Хейвуд приезжает в Нюрнберг, чтобы возглавить судебный трибунал.
Напряжённая судебная драма сосредоточена вокруг судебного разбирательства под председательством главного судьи, во время которого один из подсудимых, не признававший правомочность суда и отказывавшийся сотрудничать как с судом, так и со своим адвокатом, внезапно выступает с признательной речью, опровергая все доводы защиты.

## В ролях
- Спенсер Трейси — старший судья Дэн Хейвуд
- Ричард Уидмарк — полковник Тэд Лоусон, представитель обвинения
- Максимилиан Шелл — адвокат Ганс Рольф, представитель защиты
- Берт Ланкастер — доктор Эрнст Яннинг, подсудимый юрист и учёный
- Марлен Дитрих — фрау Бертхольт, вдова казнённого немецкого генерала
- Джуди Гарленд — Ирена Вальнер, свидетельница
- Монтгомери Клифт — Рудольф Петерсон, свидетель
- Вернер Клемперер — подсудимый Эмиль Хан
- Мартин Брандт — подсудимый Фридрих Хофштеттер, немецкий судья
- Торбен Мейер — подсудимый Вернер Лампе
- Уильям Шетнер — капитан Гаррисон Байерс
- Говард Кейн — Хьюго Вальнер, муж Ирены
- Джон Уэнграф — доктор Карл Вик, экс-министр юстиции Веймарской республики
- Карл Свенсон — доктор Генрих Гойтер, адвокат еврея Фельденштейна
- Алан Бакстер — бригадный генерал Мэтт Мэррин
- Вирджиния Кристин — миссис Хальбештадт
- Эдвард Биннс — сенатор Бёркетт
- Рэй Тил — судья Кёртисс Айвз
- Шейла Бромли — миссис Ивс (в титрах не указана)

## Возрастные ограничения
Возрастной рейтинг Американской киноассоциации фильму не присвоен. В России ограничение по возрасту для данной картины: «детям до 12 лет просмотр фильма разрешён в сопровождении родителей».

## Оценки и отзывы
Известно, что фашизм опирается на обывательскую среду,
используя для своей демагогии обыденные житейские потребности и интересы масс.
Новизна фильма «Нюрнбергский процесс» — в исследовании природы фашизма, его психологии,
в утверждении, что фашизм эксплуатировал не только низменные и грязные, но подчас
и высокие побуждения людей, опирался не только на обывательские инстинкты,
но и спекулировал на таких понятиях, как патриотический долг и закон.
Он, этот «обыкновенный фашизм», прячется в каждом атоме несправедливости;
он гнездится везде, где люди обманывают себя мыслью, будто политическая цель оправдывает средства.
— Т. И. Бачелис

## Награды
| Награды и номинации                          | Награды и номинации                                            | Награды и номинации       | Награды и номинации                   | Награды и номинации |
| Награда                                      | Категория                                                      | Номинант                  | Результат                             |                     |
| -------------------------------------------- | -------------------------------------------------------------- | ------------------------- | ------------------------------------- | ------------------- |
| «Оскар»                                      | «Лучший фильм»                                                 |                           | Номинация                             |                     |
| «Оскар»                                      | «Лучшая режиссёрская работа»                                   | Стэнли Крамер             | Номинация                             |                     |
| «Оскар»                                      | «Лучшая мужская роль»                                          | Спенсер Трейси            | Номинация                             |                     |
| «Оскар»                                      | «Лучшая мужская роль»                                          | Максимилиан Шелл          | Победа                                |                     |
| «Оскар»                                      | «Лучшая мужская роль второго плана»                            | Монтгомери Клифт          | Номинация                             |                     |
| «Оскар»                                      | «Лучшая женская роль второго плана»                            | Джуди Гарленд             | Номинация                             |                     |
| «Оскар»                                      | «Лучший адаптированный сценарий»                               | Эбби Манн                 | Победа                                |                     |
| «Оскар»                                      | «Лучшая операторская работа»                                   | Эрнест Ласло              | Номинация                             |                     |
| «Оскар»                                      | «Лучший дизайн костюмов»                                       | Жан Луи                   | Номинация                             |                     |
| «Оскар»                                      | «Лучшие декорации»                                             | Рудольф Стерно, Жорж Мило | Номинация                             |                     |
| «Оскар»                                      | «Лучший монтаж»                                                | Фредерик Натсон           | Номинация                             |                     |
| «Золотой глобус»                             | «Лучший драматический фильм»                                   |                           | Номинация                             |                     |
| «Золотой глобус»                             | «Лучший фильм, пропагандирующий международное взаимопонимание» |                           | Номинация                             |                     |
| «Золотой глобус»                             | «Лучшая режиссёрская работа»                                   | Стэнли Крамер             | Победа                                |                     |
| «Золотой глобус»                             | «Лучшая мужская роль в драме»                                  | Максимилиан Шелл          | Победа                                |                     |
| «Золотой глобус»                             | «Лучшая мужская роль второго плана»                            | Монтгомери Клифт          | Номинация                             |                     |
| «Золотой глобус»                             | «Лучшая женская роль второго плана»                            | Джуди Гарленд             | Номинация                             |                     |
| Премия Британской киноакадемии               | «Лучший фильм»                                                 |                           | Номинация                             |                     |
| Премия Британской киноакадемии               | «Лучший иностранный актёр»                                     | Максимилиан Шелл          | Номинация                             |                     |
| Премия Британской киноакадемии               | «Лучший иностранный актёр»                                     | Монтгомери Клифт          | Номинация                             |                     |
| «Бодил»                                      | «Лучший неевропейский фильм»                                   |                           | Победа                                |                     |
| «Давид ди Донателло»                         | «Лучший иностранный фильм»                                     |                           | Победа                                |                     |
| «Давид ди Донателло»                         | «Лучший иностранный актёр»                                     | Спенсер Трейси            | Победа (совместно с Энтони Перкинсом) |                     |
| «Давид ди Донателло»                         | «Специальный Давид»                                            | Марлен Дитрих             | Победа (за актёрскую работу)          |                     |
| Премия Гильдии режиссёров США                | «Лучшая режиссёрская работа»                                   | Стэнли Крамер             | Номинация                             |                     |
| Премия Национального совета кинокритиков США | «Лучшие 10 фильмов года»                                       |                           | Победа                                |                     |
| Премия круга кинокритиков Нью-Йорка          | «Лучший фильм»                                                 |                           | Номинация                             |                     |
| Премия круга кинокритиков Нью-Йорка          | «Лучшая мужская роль»                                          | Максимилиан Шелл          | Победа                                |                     |
| Премия круга кинокритиков Нью-Йорка          | «Лучший сценарий»                                              | Эбби Манн                 | Победа                                |                     |
| Премия Гильдии сценаристов США               | «Лучший драматический сценарий»                                | Эбби Манн                 | Номинация                             |                     |